# Agrostis nipponensis
Agrostis nipponensis är en gräsart som beskrevs av Masaji Masazi Honda. Agrostis nipponensis ingår i släktet ven, och familjen gräs. Inga underarter finns listade i Catalogue of Life.